# طاق قوسی

طاق قوسی کمان پل ورسک

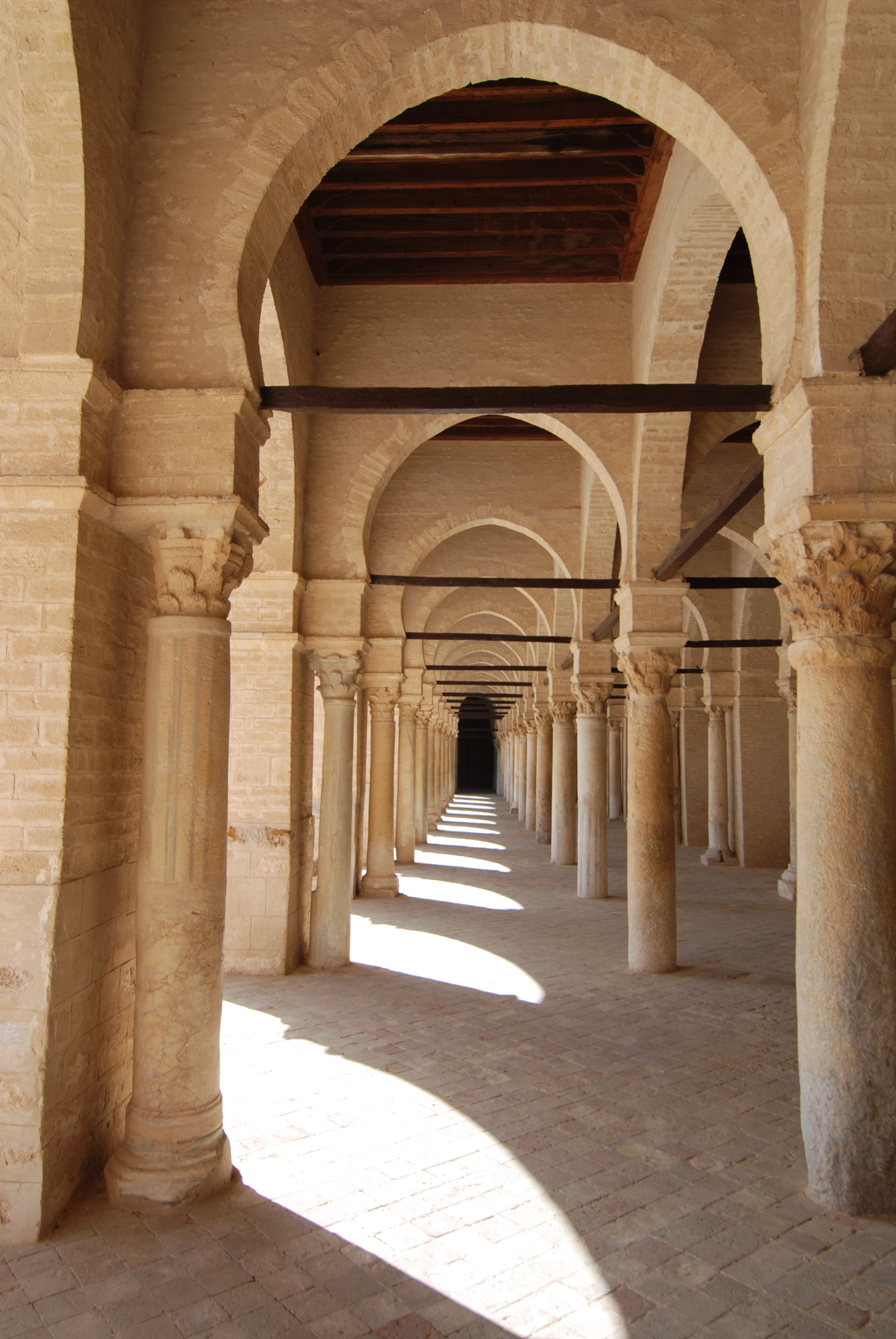
مسجد قیروان

طاق قوسی یا آسمانه چَفتی (قوسی) سازه‌ای است کوژ (محدب) که برای انتقال بار عمودی وزن به تکیه‌گاه‌ها در یک دهانه ایجاد می‌شود. قدمت طاق قوسی به دو هزار سال پیش از میلاد و به منطقه میان‌رودان بازمی‌گردد. طاق قوسی از لحاظ شکل هندسی به انواعی همچون نیم‌دایره، بیضوی، سهموی، و زنجیروار و از جهت روش و نام به انواعی چون: کمان، دسته سبدی، عجمانه، چهارقسمتی، سه کمانه، شاخ بزی، چارگوش، شبدری، پاتوپا، ساسانی، تیزه دار، گوتیک، تقسیم می‌شود. شکل‌های سهموی و زنجیروار به دلیل تغییر جهت بسیار کامل بارهای عمودی به بار در امتداد قوس (بار محوری) قوی‌ترین انواع طاق قوسی شناخته می‌شوند. چنین طاق قوسی‌هایی معمولاً برای پوشش دهانه به اجزای اضافی نیازی ندارند.

## نقش باربر
از آنجا که بسیاری از مصالح ساختمانی قدیمی (مانند سنگ و آجر) علی‌رغم مقاومت مناسب در برابر تنش فشاری مناسب، توانایی کمی برای تحمل تنش کششی داشتند، طرح چفدی (قوسی) شکل طاق قوسی می‌توانست بسیار مفید واقع شود. در یک طاق قوسی، بخش بسیار زیادی از بار عمودی فاقد لنگر خمشی بوده و بنابراین هیچ عضوی از طاق قوسی، تحت تنش کششی قرار نخواهد گرفت. مشکل طاق قوسی آن است که نیروی افقی دورکننده به تکیه‌گاه‌های خود وارد می‌کند که در قوس‌های بزرگ می‌تواند مخرب باشد. گاهی این نیرو توسط یک عضو کششی در پائین قوس خنثی می‌شود.
شرط عملکرد قوس سختی جانبی کافی هر دو تکیه گاه قوس؛ به منظور ایجاد جفت نیروی واکنش افقی تکیه‌گاه‌ها، است. در مورد بعضی پل‌ها، دو جناح پل قوسی یا همان تکیه‌گاه‌های آن کوه و صخره بوده و این سختی کاملاً تأمین می‌شود. در مورد قوس‌های کوچک هم سختی دیوارهای تکیه گاهی این نیاز را برآورده می‌کند. در صورت وجود تکیه‌گاه‌های نامناسب (انعطاف‌پذیر) از یک عضو کششی استفاده شده که دهانه قوس یا جناحین را کاملاً به یکدیگر می‌بندد.

### بارگذاری
نسبت اندازهٔ دهانه ی یک طاق قوسی به افراز آن خیز نامیده می‌شود. هرچه عدد مربوط به خیز بیش‌تر باشد مولفهٔ افقی نیرو کوچک‌تر شده و سازه قابل کنترل‌تر است.
طاق‌های قوسی با توجه به اندازهٔ خیزشان معمولاً به سه دسته تند، کند و خفته تقسیم می‌شوند.

## شکل طاق قوسی
طاق‌ها در تاریخ معماری با دو قوس تیزه‌دار و مازه‌دار وجود داشته‌اند. در ایران غالباً طاق‌های قبل از اسلام مازه‌دار و طاق‌های دورهٔ اسلامی تیزه‌دار بوده‌اند.

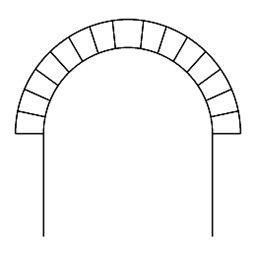
طاق با قوس مازه‌دار
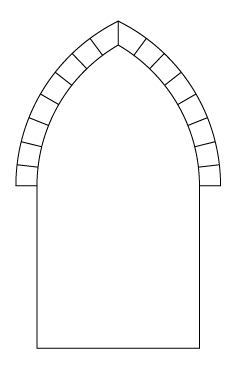
طاق با قوس تیزه‌دار

## اصطلاحات مربوط به طاق قوسی در معماری ایرانی-اسلامی
- تویزه :در اصطلاح معماری اسلامی به باریکه چفدی (قوسی) باربر تویزه گفته می‌شد.
- تبره ضخامت یک تویزه
- خیز نسبت اندازهٔ افراز به اندازهٔ دهانهٔ یک تویزه
- پاراستی بخش پایینی قوس که به صورت عمودی در امتداد دیوار بالا می‌رود
- پاکار محل اتصال طاق قوسی یا گنبد به دیوار باربر که رج آغازین چفد (قوس) باشد.
- کیز گودی روی دیوار برای شروع قوس
- گاز تکه‌های آجر یا سفال که فضای خالی بین درز مثلثی را پر می‌کنند.
- پشت بغل بار وارده از سوی دیوار چفد می‌باشد که وظیفهٔ تراز به کل سازه را داراست.

## طاق قوسی پر با لب بند رومی
در طاق قوسی‌هایی که به روش پر چیده می‌شوند، هرگاه سطح پوشانده شده با این طاق قوسی از طول زیادی برخوردار باشد، در بخش پایانی طاق قوسی، و در نواری به پهنای نصف دهانهٔ طاق قوسی، از چنین جزئیاتی برای بستن لبهٔ طاق قوسی سود برده می‌شود. ساختمان‌های بنا شده با مصالح بنایی معمولاً مدتی پس از برپاشدن دچار سرسفتی می‌شوند که این مسئله در طاق قوسی‌های پر نهایتاً منجر به فروافتادن خشت‌ها می‌گردد که اصطلاحاً بدان پرپرشدن گفته می‌شود.
برای پیش‌گیری از وقوع چنین مسئله‌ای، ترکیبی از چیدمان پر (ضربی) و رومی (رگی) در بخش انتهایی طول طاق قوسی به کار می‌رود.
روش کار بدین صورت است که از مقطع موردنظر، در هر رگ پر، در هرکدام از دو انتهای پهنای طاق قوسی یک خشت در ادامه نوارهای رومی دوسو افزوده شده و سپس میان آن‌ها با رگ پر چیده می‌شود؛ و این روال تا انتهای طول طاق قوسی پیوسته ادامه می‌یابد. در این حالت، به سبب محصور شدن مداوم رگ‌های پر میان رومی در دوسو، احتمال ریزش خشت‌ها، چه در حین اجرا یا در اثر سرسفت شدگی پس از ساخت، به کمترین میزان می‌رسد.
لازم به یادآوریست که این نوع چیدمان ترکیبی (رومی و ضربی) در برخی موارد نیز تنها به عنوان تزیینات در طاق قوسی‌ها به کار می‌رود.

## طاق قوسی جهازه
طاق قوسی جهازه، که معمولاً در دهانه‌های کوچک اجرا می‌شود. به عنوان محدوده‌ای انتقالی میان جرزها و سقف، و در واقع شبیه به یک نعل‌درگاه آجری است که از یک سو بار سقف را به جرزها منتقل نموده، و از سوی دیگر شرایط تکیه گاهی لازم را برای نشستن طاق قوسی مدور بر مجموعهٔ راست گوشهٔ زیرینش آماده می‌سازد، اجرای طاق قوسی جهازه به این صورت است که نخست سازنده بر روی یک نعل‌درگاه چوبی، یا گاه نیز مستقیماً از میانه طول هرکدام از اضلاع چهار دیواری زیر، اقدام به زدن طاق قوسی نمایی با چیدمان تیغه می‌نماید. پس از چند رگ اولیه، چیدن این طاق قوسی به شکل لاریز ادامه یافته؛ با رسیدن به تراز موردنظر، اجرای طاق قوسی اصلی آغاز می‌گردد.
نعل درگاه آجری، همان چند رگ لاریز شده‌است که بار طاق قوسی را به جرزها انتقال می‌دهد.

## نگارخانه

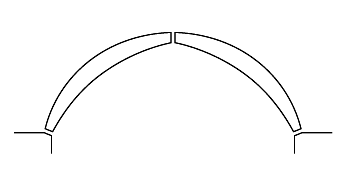
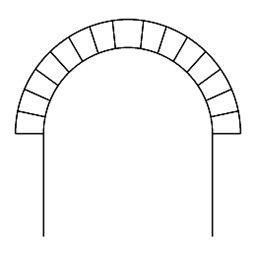
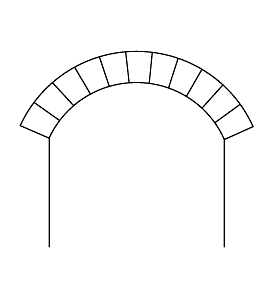
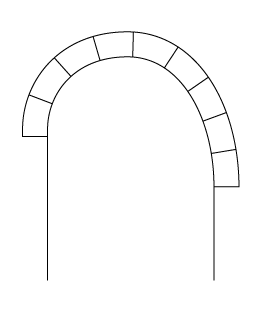
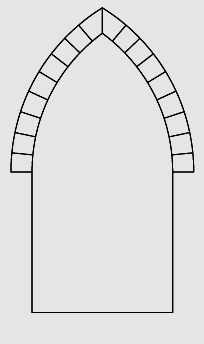
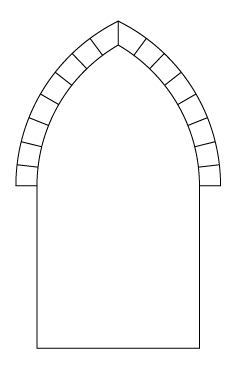
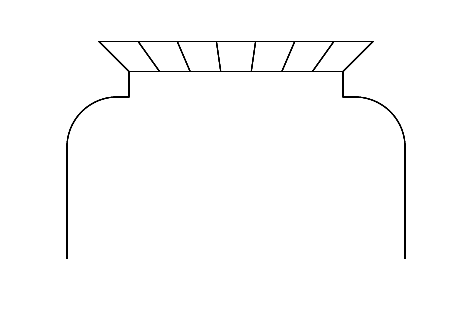
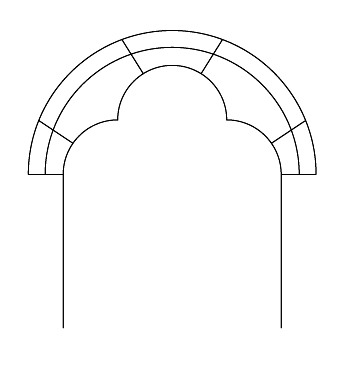
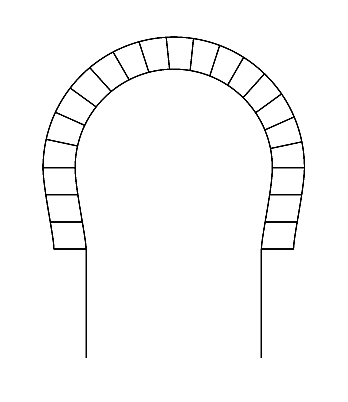
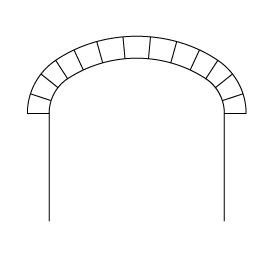
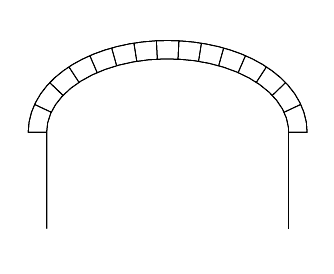
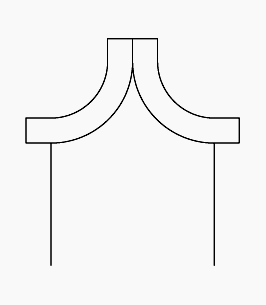
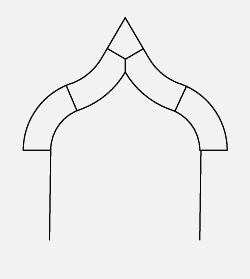
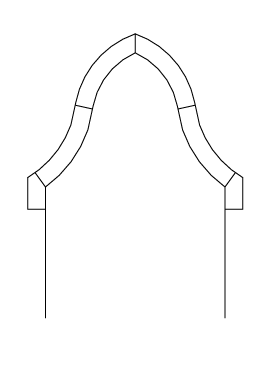
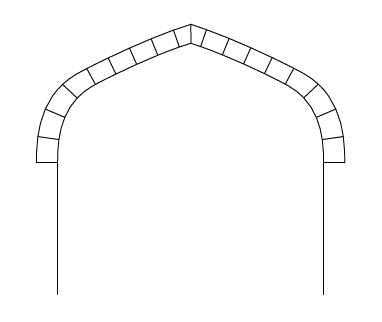
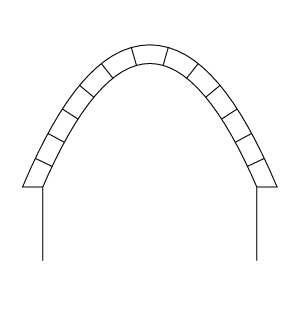